# 오스트레일리아 야구 국가대표팀
오스트레일리아 야구 국가대표팀은 국제 경기에 오스트레일리아를 대표하여 참가하는 야구 국가대표팀이다. 그러나 2013년 아시아 시리즈 경기에서는 오스트레일리아가 야구에서 사상 최초의 우승을 기록하는 쾌거를 이루었다. 이어 2023년 월드 베이스볼 클래식 경기에서는 사상 최초의 2라운드에 진출하였다. 추가로 2019년 WBSC 프리미어 12에서도 사상 첫 슈퍼리그에서도 성공한다.

## 역대 대회 성적

### 월드 베이스볼 클래식 성적
- 2006년 - 13위
- 2009년 - 12위
- 2013년 - 16위
- 2017년 - 10위
- 2023년 - 7위

### 청소년 야구 월드컵
- 2019년 18세 이하 청소년 야구 월드컵 - 4위

### 프리미어 12
- 2019년 WBSC 프리미어 12 - 6위

※ 대한민국의 도움으로 호주가 사상 최초로 슈퍼라운드에 진출하지만 미국을 제외한 나머지 국가들에게 모두 패했다.

## 같이 보기
- 월드 베이스볼 클래식
- 하계 올림픽
- 야구 월드컵